# Pseudenargia ruberrima
Pseudenargia ruberrima là một loài bướm đêm trong họ Noctuidae.